# ボンディ降着流
天体物理学において、ボンディ降着流（ボンディこうちゃくりゅう、英: Bondi accretion）とは星間物質中を進むコンパクト天体への球対称な降着流をいう。ヘルマン・ボンディに因みこう呼ばれる。一般に、中性子星およびブラックホールへの降着に関する文脈で用いられる。ボンディ降着速度は、次のような近似式で表わされると仮定される。
{\displaystyle {\dot {M}}\simeq \pi R^{2}\rho v,}
ここで、{\displaystyle \rho } は周辺密度、{\displaystyle v} は天体の速さもしくは周辺物質の音速 {\displaystyle c_{s}} のうち大きな方、{\displaystyle R} はボンディ半径であり、有効面積を与える。有効半径については、天体の脱出速度と相対速度を結んだ下の等式が成り立つ。
{\displaystyle {\sqrt {\frac {2GM}{R}}}\simeq c_{s},}
これを解けば、次を得る。
{\displaystyle R\simeq {\frac {2GM}{c_{s}^{2}}}}.  
したがって降着速度は以下のように得られる。
{\displaystyle {\dot {M}}\simeq {\frac {\pi \rho G^{2}M^{2}}{c_{s}^{3}}}}.
以上は厳密な定義というよりも単にスケーリング則である。ボンディの原論文および他の二つの論文にはより完全な解が掲載されている。

## 原始惑星の降着流への応用
原始惑星系円盤内において原始惑星が形成される過程において、惑星に大気が降着できるためには、円盤内の気体がボンディ球の内部に落下する必要がある。十分に質量の大きい惑星では、初期に降着した気体でボンディ球は速やかに満たされる。すると、惑星にそれ以上の大気が降着するためには既に降着した大気が冷却され、（ケルビン・ヘルムホルツ機構を通じ）収縮する必要がある。